# PlayStation Official Magazine
PlayStation Official Magazine (PSOM) è stata una rivista italiana di videogiochi per Sony PlayStation, pubblicata dal 1996 al 2000 da Il Mio Castello, poi da Future Media Italy fino al 2002, poi da Play Press Publishing (attualmente divenuta Play Media Company) e dal 2013 al 2019 da Lunasia Edizioni.
Inizialmente si intitolava Ufficiale PlayStation Magazine e nei primi anni venne realizzata dallo Studio Vit. Dal dicembre 2000 le venne affiancata Ufficiale PlayStation 2 Magazine e le riviste per PS1 e PS2 convissero fino alla chiusura della prima, con il n° 72 di maggio 2002. Con il cambio di editore la rivista per PS2 divenne PlayStation 2 Magazine Ufficiale e ricominciò la numerazione da 1. Nel 2006 la rivista venne di nuovo rinnovata in PlayStation Magazine Ufficiale, che continuò la numerazione precedente. L'ultimo numero di PlayStation Magazine Ufficiale è stato il 124, uscito a dicembre 2012. Dal 4 ottobre 2013 la rivista è tornata in edicola con la nuova denominazione PlayStation Official Magazine e nuova grafica edita da Lunasia Edizioni. L'ultimo numero è stato il 51, uscito a dicembre 2019.
PSMU era venduta anche negli Stati Uniti d'America (Official U.S. PlayStation Magazine) e nel Regno Unito (Official UK PlayStation Magazine). Dall'inverno 2006 la rivista rinasce, nel Regno Unito, con il nome di PlayStation Official Magazine (UK).

## Caratteristiche
PSOM è caratterizzata dal fatto di essere la rivista ufficiale mondiale dedicata al mondo PlayStation, ha una votazione in decimi ed è molto severa. PS2MU aveva allegate le demo, PSOM ha invece guide di videogiochi e, dal mese di novembre 2007, demo Blu-ray Disc.

## Numeri
|      | Gen | Feb | Mar | Apr | Mag | Giu | Lug | Ago | Set | Ott | Nov | Dic | Natale |
| 1996 | -   | -   | -   | -   | -   | -   | -   | -   | 1   | 2   | 3   | 4   | -      |
| 1997 | 5   | 6   | 7   | 8   | 9   | 10  | 11  | 12  | 13  | 14  | 15  | 16  | -      |
| 1998 | 17  | 18  | 19  | 20  | 21  | 22  | 23  | 24  | 25  | 26  | 27  | 28  | -      |
| 1999 | 29  | 30  | 31  | 32  | 33  | 34  | 35  | 36  | 37  | 38  | 39  | 40  | 41     |
| 2000 | 42  | 43  | 44  | 45  | 46  | 47  | 48  | 49  | 50  | 51  | 52  | 53  | 54     |
| 2001 | 55  | 56  | 57  | 58  | 59  | 60  | 61  | 62  | 63  | 64  | 65  | 66  | 67     |
| 2002 | 68  | 69  | 70  | 71  | 72  |     |     |     |     |     |     |     |        |

|      | Gen | Feb | Mar | Apr | Mag | Giu | Lug   | Ago   | Set | Ott | Nov | Dic | Natale |
| 2000 |     |     |     |     |     |     |       |       |     |     |     | 1   |        |
| 2001 |     |     |     |     |     |     |       |       |     |     |     |     |        |
| 2002 |     |     |     |     | 19  | 1   |       |       |     |     |     |     |        |
| 2003 |     |     |     |     |     |     |       |       |     |     |     |     |        |
| 2004 |     |     |     |     |     |     |       |       |     |     |     |     |        |
| 2005 |     |     |     |     |     |     |       |       |     |     |     |     |        |
| 2006 |     |     |     |     |     |     |       |       |     |     |     |     |        |
| 2007 |     |     |     |     |     |     |       |       |     |     |     |     |        |
| 2008 |     |     |     |     |     |     |       |       |     |     |     |     |        |
| 2009 |     |     | 81  | 82  | 83  | -   | 84    | 84    | 85  | 86  | 87  | 88  | -      |
| 2010 | 89  | 90  | 91  | 92  | 93  | 94  | 95    | 96    | 97  | 98  | 99  | 100 | -      |
| 2011 | 101 | 102 | 103 | 104 | 105 | 106 | 107   | 108   | 109 | 110 | 111 | 112 | -      |
| 2012 | 113 | 114 | 115 | 116 | 117 | 118 | 119   | 120   | 121 | 122 | 123 | 124 | -      |
| 2013 | -   | -   | -   | -   | -   | -   | -     | -     | -   | 1   | 2   | 3   | -      |
| 2014 | 4   | 5   | 6   | 7   | 8   | 9   | 10-11 | 10-11 | 12  | 13  | 14  | 15  | -      |
| 2015 | 16  | 17  | 18  | 19  | 20  | 21  | 22-23 | 22-23 | 24  | 24  | 25  | 26  | -      |
| 2016 | 27  | 28  | 29  | 30  | 31  | 32  | 33-34 | 33-34 | 35  | 36  | 37  | 38  | -      |
| 2017 | 39  | 40  | -   | -   | 41  | -   | 42    | 42    | 43  | -   | 44  | -   | -      |
| 2018 | -   | 45  | -   | -   | 46  | -   | -     | 47    | -   | -   | -   | -   | -      |
| 2019 | 48  | 48  | 49  | 49  | -   | 50  | 50    | -     | -   | -   | -   | 51  | -      |

## Sezioni
- PlayStation World: È una sezione contenente novità dal mondo PlayStation.
- Recensioni: Le varie recensioni dei videogiochi.
- Anteprime: Le varie anteprime dei videogiochi.
- PlayStation Network: È una sezione contenente novità dal PlayStation Network.
- PlayStation acquisti: È una sezione contenente una guida sugli acquisti di videogiochi.

## Redazione
- Alessandro Ferri (Direttore responsabile)
- Francesco Serino (Redattore e in seguito direttore)
- Daniele Cucchiarelli (Redattore)
- Daniele Montirosi (Redattore)
- Diego Malara (Direttore)
- Luca Signorini (Redattore)
- Sergio Pennacchini (Redattore)
- Marcello Cangialosi (Redattore)
- Roberto Pulito (Redattore)

In PS2MU n° 56 (dicembre 2006) c'è stato uno scambio di redattori con PS Mania 3.0.